# パク・チェジョン
パク・チェジョン（1980年6月24日 - ）は、大韓民国出身の俳優。本貫は順天朴氏。大邱出身。

## 学歴
- 大邱 慶北高等学校
- ソウル 東国大学校 経営学科

## 演技活動

### 映画
- 君と永遠に（2009年） - ウンギョ役

### テレビドラマ
- アイ・アム・セム（2007年、KBS） - キム・ウジン役
- 君は僕の運命（2008年-2009年、KBS） - カン・ホセ役
- 過去を問わないで（2008年、OCN） - チョン・マンス役
- 善徳女王（2009年、MBC） - サダハム役
- チョン・ヤギョン〜李氏朝鮮王朝の事件簿〜（2009年-2010年、OCN） - チョン・ヤギョン役
- コーヒーハウス（2010年、SBS） - キム・ドンウク役
- 神のクイズ シーズン3（2012年、OCN） - パク・ジョンミン役
- 天まで届け、この想い（2013年、KBS） - アン・ジョンヒョ役
- 約束のない恋（2013年-2014年、JTBC） - イ・イノ役
- 願いを言ってみて（2014年-2015年、MBC） - チャン・ヒョヌ役
- 金持ちの息子（2018年、MBC） - キム・ジョンヨン役
- だまされても夢心地（2021年、KBS） - チェ・ジワン役

### 芸能
2008年
- 《想像プラス シーズン2》 : 進行者(KBS2TV)

2009年
- 《私たち結婚しました》
- 《日曜日、 日曜日の夜に》 - 〈スター荒唐劇場オモナ!〉(이상 MBC.)

2012年
- 《スター愛情村シーズン2》 : 男子3号 (SBS)
- 《ジュエリーハウス》 (MBC)
- 《無限ガールズ》(MBC Every 1)

2013年
- 《出発!ドリームチーム2 》 (KBS2)

### ミュージックビデオ
- ユリサンジャ, ペ・スルギ : （別れ旅行
- (Soulstar : 私たちが 別れる時
- M.C the MAX : 여 vs 여 (이상 2007年)
- Sweet Sorrow  : 遠くなる (2008年)
- アン・ジンギョン : 愛は哀れだ (2010年)

## その他
- 大韓民国法務部所属の矯正施設警備教導隊員として現役服務した。